# トワイライト・アヴェニュー
『トワイライト・アヴェニュー』は、スターダストレビュー4枚目のシングル。1983年10月26日発売された。

## 解説
『トワイライト・アベニュー』と表記されることがあるが、『トワイライト・アヴェニュー』が正しい。通算4枚目のシングルであるが、それまでに出したシングル3作・アルバム2作がいずれも商業的に大失敗に終わったことから、詞・曲とも大きく方向転換を図っている。そのことは作詞をプロの作詞家である竜真知子に依頼したことにも表れている。それまで彼らのオリジナル作品の作詞はメンバー（主に根本と林紀勝）と手島昭、きないのりこで行われていたが、この曲で初めて外部に作詞を依頼した。この曲は元々自分たちで歌う予定はなく、アイドルの人に唄ってもらいたかったと後に根本は語っている。根本が長年パーソナリティを務めたラジオ番組『MBSヤングタウン』の根本担当時期において、エンディング・テーマとして使用された。スタレビ25周年企画「スタレビをまだ知らない人のためにスタレビ好きが選ぶ25曲」アンケートで1位となった。TBS系ドラマ『恋する日曜日』では「見つめていたい 〜トワイライトアヴェニュー〜」として本曲を元にした短編ドラマが制作された。

## 収録曲
全曲編曲：スターダストレビュー　作曲：根本要
1. トワイライト・アヴェニュー
作詞：竜真知子
2. ダンスはいかが?
作詞：根本要/手島昭

## 楽曲の収録アルバム
- 『TO YOU -夢伝説-』 6曲目
- 『Best Wishes』 Disc1の4曲目
- 『SUPER DONUTS』 12曲目 ※アカペラ(A Cappella) ヴァージョン
- 『HOT MENU』 Redの11曲目

## カヴァーしたアーティスト
- 金月真美（1999年） - シングル『トワイライト・アヴェニュー』に収録
- つんく♂（2006年） - カバー・アルバム『V3 〜青春カバー〜』に収録
- HAN-KUN（2006年） - コンピレーション・アルバム『DANCEHALL PREMIER presents PREMIER LOVERS 2』に収録
- K（2009年） - ミニ・アルバム『Merry Christmas」に収録
- K・STARDUST REVUE・D.W.ニコルズ・RAG FAIR・寺岡呼人（2010年） - コンピレーション・アルバム『Golden Circle』に収録
- Spinna B-ILL（2015年） - アルバム『ROMANTIK NOISE』に収録